# Centro Coordenador de Transportes de São João da Madeira
Centro Coordenador de Transportes de São João da Madeira é a central de camionagem de São João da Madeira, na Área Metropolitana do Porto. Localiza-se numa zona central da cidade de São João da Madeira, na Área Metropolitana do Porto.